# Gibson (sứ giả Miến Điện)
George Gibson (?-1825) (sử nhà Nguyễn gọi là Hợp Thần Thăng Thụ hoặc Hợp Thời Thăng Thụ) là một viên quan của Vương quốc Ava (nay là Myanmar), được cử đến Việt Nam năm 1823 để thiết lập quan hệ ngoại giao với nhà Nguyễn. Gibson sau đó gia nhập lực lượng của Đế quốc Anh với tư cách thông dịch viên và qua đời.
Bản tường trình về sứ mệnh ở Việt Nam của Gibson có chứa nhiều thông tin đương thời về Việt Nam, Lê Văn Duyệt, Lê Văn Khôi, Trần Nhật Vĩnh, Trương Tấn Bửu, Trần Văn Năng, ...

## Tiểu sử
Gibson là một người gốc Madras, có cha là người Anh, rất minh mẩn và sinh sống ở Miến Điện lâu năm. Ông giữ chức vụ tương đối lớn ở vương quốc Ava và thông thạo ngôn ngữ, tập quán Miến Điện. Gibson thông thạo tiếng Bồ Đào Nha, Hindi và Telinga (có lẽ là tiếng mẹ đẻ của ông). Gibson trông có vẻ như là một người Miến Điện chính thống chứ không phải người Anh.
Năm 1823, vị vua mới lên ngôi ở Ava là Bagyidaw cử Gibson cùng với hai vị quan người Miến Điện là Nhĩ Miêu Ty Chí và Tu Giá Nô Tha sang Việt Nam để thiết lập ngoại giao nhằm cô lập và chuẩn bị tấn công Xiêm. Gibson sau đó đến thành phố Sài Gòn và được tiếp đón bởi Tổng trấn Lê Văn Duyệt. Gibson nhờ Lê Văn Duyệt đệ trình quốc thư lên vua Minh Mạng và ở Sài Gòn chờ kết quả. Sau khi nghị đàm, triều đình nhà Nguyễn từ chối thiết lập bang giao với Miến Điện và cử người đưa sứ đoàn Miến Điện về nước vào đầu năm 1824.
Khi quá cảnh Singapore, sứ đoàn Miến Điện bị quân Anh bắt giữ do xảy ra cuộc chiến Anh - Miến Điện. Gibson bị bắt và sau đó gia nhập lực lượng Anh với tư cách thông dịch viên. Vào năm 1825, trên đường cùng quân Anh tiến đến Prome, Gibson mắc bệnh dịch tả và qua đời.

## Tác phẩm
Bản tường trình về sứ mệnh ở Việt Nam của Gibson được Đại sứ John Crawfurd biên tập và cho in chung trong tác phẩm Journal of an embassy from the Governor-General of India to the courts of Siam and Cochin China. Exhibiting a view of the actual state of those kingdoms, xuất bản lần đầu năm 1828.
Năm 1824, Gibson được tàu Việt Nam đưa về nước, khi quá cảnh Singpaore, đoàn tàu bị quân Anh bắt giữ do cuộc chiến Anh - Miến. Gibson gặp Thống đốc Thường trú Singapore là John Crawfurd và trao cho ông bản nháp nhật ký của mình khi đi sứ Việt Nam. Bản tường trình này được Crawfurd biên tập lại nội dung và thêm vào phần phụ lục trong sách của mình.

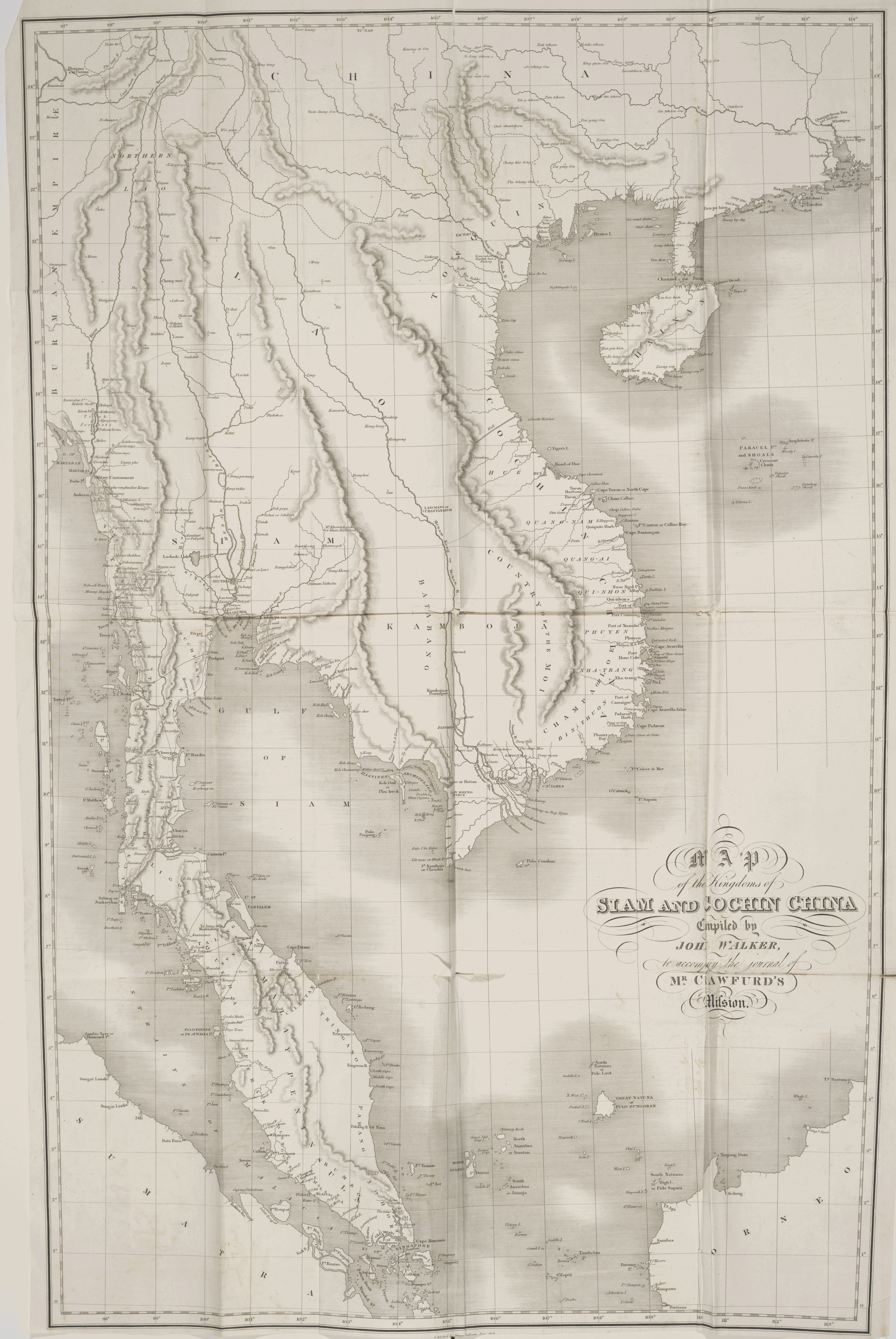
Bản đồ vương quốc Xiêm và Việt Nam (Cochin China) xuất bản năm 1828

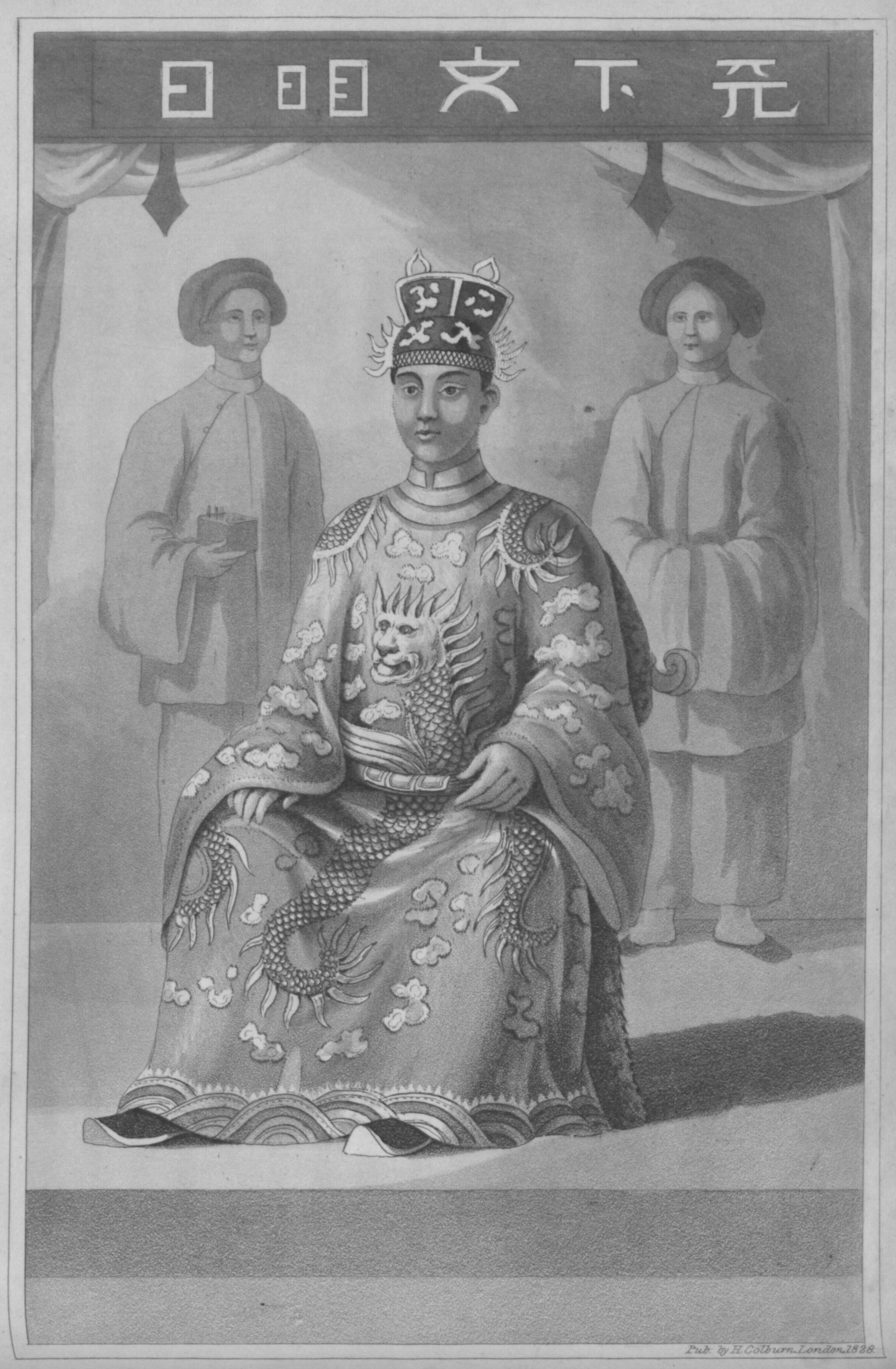
Vua Minh Mạng trong sách của John Crawfurd 1828

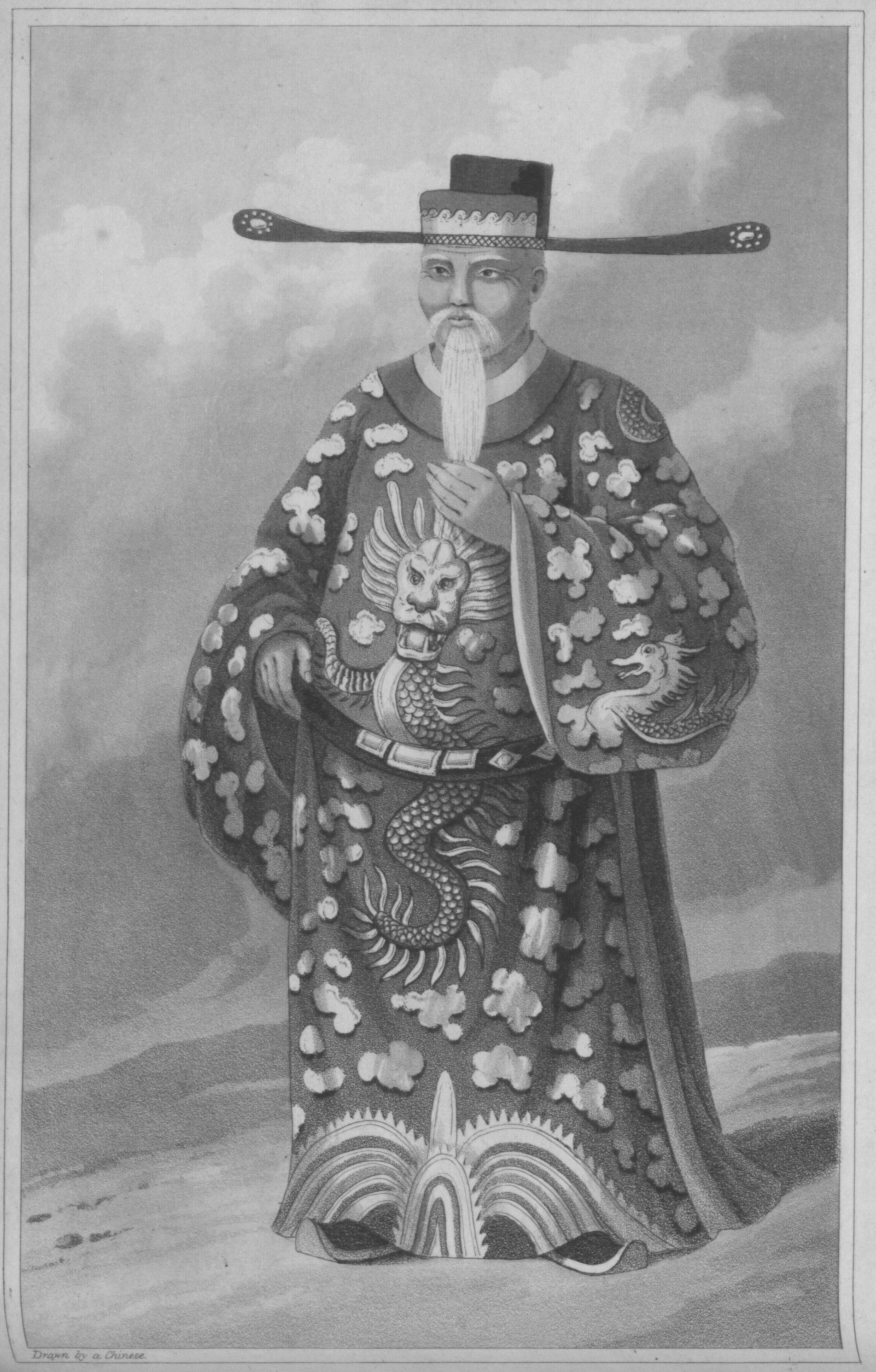
Trương Tấn Bửu - Phó Tổng trấn Gia Định Thành năm 1822. Trích từ sách của John Crawfurd xuất bản năm 1828.

## Sứ mệnh ở Việt Nam

### Sử nhà Nguyễn
Đại Nam thực lục chép:
Đệ nhị Kỷ - Quyển XXIV
Thực lục về thánh tổ nhân hoàng đế
Quý mùi, năm Minh Mệnh thứ 4 [1823], mùa đông, tháng 11,
...
Quốc vương nước Miến Điện sai sứ đến thông hiếu.
Khi trước Tổng trấn Gia Định là Lê Văn Duyệt sai thuộc hạ là Nguyễn Văn Độ đi thuyền buôn sang các nước bên ngoài nước Hồng Mao tìm mua đồ binh dụng, bị gió bạt đến trấn Đào Quai nước Miến Điện. Quan trấn ấy bắt Độ đưa về thành An Hoà. Vua nước ấy ngờ Độ là gián điệp của nước Xiêm, xét hỏi nghiêm ngặt. Đến lúc biết là người nước ta, bèn hậu đãi đưa về; nhân sai bồi thần là bọn Hợp Thần Thăng Thụ, Nhĩ Miêu Ty Chí, Tu Giá Nô Tha đem quốc thư và phẩm vật đến dâng (1 cái ấn vàng, 40 cái nhẫn vàng, 1 cái hộp trầu sơn đỏ, 1 chuỗi hạt châu không cháy, 1 bức chiên tơ đỏ, trừu tơ đại hồng và trừu tơ tố hồng mỗi thứ 2 bức). Sứ đến Gia Định. Thành thần sai dịch thư tâu lên. Thư lược nói: Trước đây nước ấy vẫn muốn giao hiếu tỏ lòng thành, khoảng năm Gia Long đã 2 lần sai sứ đi, nhưng không đến nơi được. Nay nghe nhà vua mới nối ngôi, nước ấy vui mừng lắm, dâng thư lên tâu, và xin nước ta tuyệt giao với nước Xiêm.
Vua vời đại thần bàn bạc. Bọn Nguyễn Đức Huyên, Trần Văn Tính cho là nước Miến Điện cùng nước Xiêm thù nhau lâu đời, nay đến thông hiếu, ý đồ có thể biết được. Vả ta với nước Xiêm đã hoà hiếu với nhau, mà lại giao thông với nước Miến Điện thì người Xiêm chưa chắc không ngờ, không bằng hậu tứ mà bảo về. Bọn Nguyễn Hữu Thận, Nguyễn Văn Hưng cho rằng dắt díu người phương xa đến, đời xưa lấy làm răn; nhưng kẻ mến nghĩa mà đến, cũng không nên cự. Huống chi Miến Điện thù với Xiêm, không can thiệp gì đến ta, ta khước từ Miến Điện, người Xiêm chưa chắc cám ơn ta. Xin cứ nhận lấy.
Vua dụ rằng : "Trẫm nghĩ Hoàng khảo Thế tổ Cao hoàng đế ta sang Xiêm, vua trước nước ấy đã sai quân giúp một lần, nhưng sai tướng không được người khá, đến đâu cũng cướp bóc, làm mất lòng dân, nhân đó bị giặc đánh tan phải chạy, từ đó về sau sợ oai giặc, không dám hé răng nói đến việc xuất binh nữa, cho nên Hoàng khảo ta, khôn ngoan tính trời, biết cơ đã đến, không cần phải mượn quân của họ mà bị kiềm chế, bèn tự quyết định, liền đêm đi đường biển về nước. Từ đấy chiêu tập những người cựu thuộc, rộng nộp những người mới đến, oai trời đến đâu, giặc đều tan vỡ, rồi lấy cả nước, thống nhất giang sơn, có thèm nhờ một mũi tên một tấc gươm của nước Xiêm đâu. Việc ấy chẳng những quan dân nước ta đội oai trời, mà các nước ngoài biển đều phục sức thần. Nhưng Hoàng khảo ta lại nghĩ tấm lòng tốt buổi đầu của người Xiêm, họ lại là láng giềng, nên từ trước đến giờ vẫn cho giao hiếu. trẫm noi theo phép cũ, há lại nghe lời nói ngoài mà tự mình tước bỏ nghĩa láng giềng. Nếu ngày khác nước Xiêm mưu điều không tốt, mà gây hấn ở ngoài biên, thì đã có lẽ phải trái, bên nào phải thì khoẻ, trời sẽ giúp cho, mà việc làm một nửa thu công gấp đôi. Nay tự trẫm xem ra thì quyết không có lẽ bỏ giao hiếu gây hiềm thù để nhọc quân lính. Vậy lời xin của nước Miến Điện không cho thi hành. Nhưng nghĩ sứ thần vượt biển đi xa, giữa đường lại gặp hoả tai, nên trả lại đồ cống mà thưởng cho quốc vương và sứ thần" (Thưởng cho quốc vương : quế 23 cân, sa, lụa, the, trừu mỗi thứ 100 tấm, đường cát 1.000 cân. Thưởng cho sứ thần : Chánh sứ, bạc 100 lạng ; Phó sứ, bạc 80 lạng ; áo mở bụng bằng đoạn mãng mỗi người 1 cái ; quần mỗi người 1 cái. Quân đi theo 40 người, mỗi người đều 4 lạng bạc, áo mở bụng bằng đoạn lông đỏ và quần, mỗi người mỗi thứ 1 cái). Sai đình thần viết thư trả lời. Đình thần lại xin trong cống phẩm nhận 1 cái nhẫn vàng (khảm hồng bảo thạch) để yên ủi tình người xa.

Vua theo lời xin. Sai Quản cơ Nguyễn Văn Uẩn và Chánh tuần hải đô dinh Hoàng Trung Đồng đem binh thuyền và mang lương tiền 6 tháng, đưa sứ giả đến địa đầu Miến Điện thì về. Lại sai bộ Lễ đem việc ấy báo cho nước Xiêm. Người Xiêm gửi thư đến tạ.
Đại Nam liệt truyện chép tương tự Thực lục nhưng có bổ sung một số thông tin.
Năm Minh Mạng thứ 4, Tổng trấn Gia Định là Lê Văn Duyệt sai thuộc hạ là Nguyễn Văn Độ đi thuyền của người buôn là Phan Đạt đến các nước bên ngoài nước Xích Mao kiếm mua đồ dùng về việc binh, nhân bị bão dạt đến trấn Đào Oai ở nước Miến Điện, Trấn mục nghi là người do thám nước Xiêm, bắt đưa đến thành An Hòa, vua nước ấy nghiêm ngặt vặn hỏi, khi biết là người nước ta, bèn hậu đãi cho về, nhân đó sai bọn bồi thần là Hợp Thời Thăng Thụ, Nễ Miên Ty Chí, Tu Gia Nô Tha mang quốc thư phẩm vật đến dâng (ấn vàng 1 chiếc, nhẫn vàng đeo tay 40 chiếc, hộp trầu sơn 1 chiếc, chuỗi hạt xâu 1 xâu, chiên tơ đỏ 1 bức, chừu tơ đại hừu tơ trơn màu hồng đều 2 bức). Trong khi đi đường thuyền của sứ thần bị cháy, lại thuê thuyền khác chở đến Gia Định. Thành thần dịch tờ thư tâu lên, đại lược nói: Từ trước tới nay, nước ấy vẫn muốn đem lòng thành thông hiếu, khoảng năm Gia Long, từng hai lần sai sứ, vẫn không đến được. Nay nghe nhà vua mới nối ngôi, cả nước khôn xiết vui mừng dâng thư tâu lên, mong xin tuyệt hòa hiếu với nước Xiêm. Vua triệu đại thần thương lượng, bọn Nguyễn Đức Huyên, Trần Văn Tính cho là nước Miến Điện cùng với nước Xiêm vẫn đời đời thù hằn, nay đến nộp lễ vật, đủ rõ ý kiến. Vả ta với nước Xiêm đã trót cùng giao hiếu, mà lại cùng với Miến Điện thông hiếu nữa, người Xiêm vị tất không nghi, chi bằng hậu ban cho rồi bảo cho về. Bọn Nguyễn Hữu Thận, Nguyễn Văn Hưng cho là: Chiêu nạp người cõi xa, đời xưa vẫn có lời răn, nhưng họ mến nghĩa mà đến cũng không nên cự tuyệt, huống hồ Miến Điện thù hằn với Xiêm, đối với ta có can thiệp gì, khước đi thì chưa chắc người Xiêm đã ơn ta, nhân đó cứ nhận.
Vua dụ rằng: Người Xiêm cùng với ta vốn dốc tình lân hiếu, há nên riêng nghe lời của nước ngoài mà bỏ tình giao hiếu mang lấy thù hằn ư? Lời xin của Miến Điện không chuẩn cho thi hành. Bèn trả lại cống phẩm mà thưởng cho Quốc vương và sứ thần các phẩm vật (thưởng cho Quốc vương 23 cân quế, sa lụa mỏng và trừu 100 tấm, đường cát 1000 cân). Thưởng cho sứ thần: Viên chánh sứ bạc 100 lạng, viên phó sứ bạc 80 lạng, áo mỗ bụng bằng đoạn thêu con mãng xà đều mỗi người 1 chiếc, quần đều 1 chiếc, viên bồi sứ có 5 người đều mỗi người 60 lạng bạc, áo mỗ bụng bằng thung thúc mỗi người 1 chiếc, quần đều 1 chiếc; quân theo hầu 40 người, mỗi người đều có 4 lạng bạc, áo mỗ bụng bằng đoạn lông màu hồng, mỗi người đều 1 chiếc, quần đều 1 chiếc. Sai đình thần viết thư trả lời, và sai Quản cơ là Nguyễn Văn Uẩn, Chánh tuần hải đô doanh là Hoàng Trung Đồng quản xuất đem binh thuyền cấp cho tiền lương 6 tháng, tiễn sứ giả đến đầu địa giới Miến Điện trở về.

Năm Minh Mạng thứ 5, nước Anh-cát-lợi xâm lấn nước Miến, vua nước Miến đem binh đón đánh, quân Anh thua to. Rồi sau người Anh lại đem binh thuyền vào Nộ cảng (tức cửa sông Nộ). Người Miến cố sức đánh chống lại, vì bị pháo đạn oanh tạc, quân bị tan vỡ. Quân Anh sắp tới gần đô thành, vua Miến bất đắc dĩ phải nghị hòa, cắt nhượng chỗ đất rộng ở bãi biển làm nơi đỗ thuyền buôn bán của người Anh, người Miến thường để lòng báo phục nhưng chưa thể làm được.
Việc giao thiệp với Miến Điện thông qua sứ mệnh của Gibson là một trong những bằng cớ đầu tiên mà nhà Nguyễn dùng để kết tội chém và thắt cổ Lê Văn Duyệt.
...
Sau vài ngày, Nội các lũ Hà Văn Quyền, Nguyễn Tri Phương, Hoàng Quỳnh cùng dâng sớ tâu rằng: Duyệt ấp ủ loài giặc gây nên sự biến nó bao chứa mầm họa, không phải là một ngày, nay tìm ra những điều từ trước bày vào chương sớ có hình tích bội nghịch 6 điều là:
1. Năm Minh Mạng thứ 4 (1823), Duyệt tự tiện cho tư nhân lũ Phan Đạt giả đi do thám cưỡi thuyền riêng đi Miến Điện, trong ấy thư tín tất có giao thông chiêu nạp. Lấy nghĩa nhân thần không ngoại giao đem vào luật thì Duyệt để lòng làm việc không thể hỏi đến được, tội này là một.
2. Đến khi sứ giả Miến Điện đến thành mới đem việc tâu vua đã dụ rằng đại nghĩa quan hệ không có lẽ nghe lời nước ngoài mà bỏ hòa hiếu gây cừu thù. Mà Duyệt còn cố xin dung nạp, may mà triều đình trả lại đồ cống cho sứ giả về danh nghĩa giải bày được minh bạch với thiên hạ, thế là Duyệt không những mưu việc nước không tốt và muốn chấp ý kiến để lấp việc làm bậy đi, tội này là hai.
...
Đến lúc đình thần nghị án, dâng lên, chỉ ra những lời nói việc làm bội nghịch đáng làm tội xử trảm 7 điều là:
1. Sai người riêng đi Miến Điện kết ngoại giao .
...
Đáng xử tội giảo 2 điều:
1. Cố xin dung nạp Miến Điện để thỏa việc làm bậy.

...

### Quan điểm của Gibson

#### Sứ đoàn tới Việt Nam
Tóm tắt: vào năm 1822, một viên quan nhỏ người Việt Nam là Nguyễn Văn Độ, trước kia theo đạo Công giáo, sau bỏ đạo, tới gặp quan Tả Quân và trình bày về một mối lợi lớn nếu đi mua tổ yến ở nước Ava mang về bán sang Trung Quốc. Việc buôn bán này chỉ được Lê Văn Duyệt cho phép mà không thông qua triều đình nhà Nguyễn. Nguyễn Văn Độ đi qua ngả Penang để tới Rangoon, bị nhà Ava bắt giam tra khảo, sau đó vua Bagyidaw nhân cơ hội muốn liên kết với Việt Nam để đánh Xiêm nên thả Độ ra và cho sứ đoàn gồm 3 người sang Việt Nam để thiết lập bang giao. Tuy rằng sứ đoàn được đón tiếp nồng hậu ở Sài Gòn, họ không được phép ra kinh đô Huế và vua Minh Mạng từ chối bang giao với Ava. Sứ đoàn được triều đình Việt Nam đài thọ chi phí và cho người hộ tống về nước. Khi đoàn người về đến Singapore, chiến tranh Anh Miến bùng nổ, họ được bảo vệ cho đi đến Tavoy và đoàn người Việt Nam sau đó trở về nước an toàn.
Phái đoàn Miến Điện khởi hành đầu tháng 1 năm 1823 trên một con tàu Châu Âu, ngày 26 tháng 2 tàu tới Penang sau khi đi qua Tavoy. Khi neo tại Penang, ngày 24 tháng 3, một con tàu Xiêm bị cháy và lan sang tiêu hủy con tàu của đoàn Miến Điện. Họ phải vay tiền của chính quyền Anh ở Penang và đi tàu Bồ Đào Nha tới Việt Nam. Ngày 1 tháng 6, tàu ghé Vũng Tàu. Ngày 3, tàu ghé Cần Giờ và sứ đoàn được 4 thuyền đưa vào Saigun ngày 8. Bảy con voi được đưa đến đón sứ đoàn khi thuyền cập bến, quan Tổng trấn cũng cung cấp thực phẩm và tiền cho sứ đoàn.
Ngày 10 tháng 6 năm 1823, Ong-tan-Hiep, viên Thư ký của quan Tổng trấn, ghé thăm sứ đoàn và hỏi về bản sao và bản dịch của quốc thư. Ong-tan-Hiep cũng thảo luận với Gibson về lợi hại của việc thiết lập ngoại giao Miến Điện - Việt Nam, về sức mạng quân sự của Miến Điện. Cùng ngày hôm đó, hai vị quan người Pháp ghé thăm sứ đoàn và cho biết: ngày trước có rất nhiều người Pháp đến Việt Nam nhưng chỉ còn 2 người già bọn họ còn sống và chỉ còn tổng cộng 5 vị quan người Pháp ở đây nếu không kể các giáo sĩ. Vị vua Minh Mạng đã công khai thể hiện sự không thích người châu Âu và cấm đạo. Minh Mạng từ chối cho 2 vị giám mục hành đạo và khi họ diện kiến, Minh Mạng sỉ nhục họ bằng cách cho một ít tiền như bố thí cho ăn mày.
Ngày 12 tháng 6, Ong-tan-Hiep đến chỗ sứ đoàn để hỏi tình hình dịch thuật quốc thư và trao thư mời dự tiệc ở dinh thự Tổng trấn. Sứ đoàn được gặp Lê Văn Duyệt, lúc ấy khoảng 50-60 tuổi, vóc người nhỏ nhưng linh hoạt, dáng dấp của người cựu binh. Quan Tổng trấn vốn người gốc Mitho, theo phò tá cố vương Gialong. Ông từng lưu vong ở Xiêm với Gialong. Sau nhiều công trạng, ông leo lên các cấp bậc cao hơn. Ông được kính nể bởi người dân Việt Nam và kinh sợ bởi người Kambojans và Siam.
Ngày 19 tháng 6, quan Phó Tổng trấn Trương Tấn Bửu ghé sứ đoàn. Tháp tùng có nhiều quan viên người Kambojan trong quan phục Việt Nam.
Ngày 21 tháng 6, sứ đoàn đón tiếp Tể tướng nước Cao Miên và quan Thống Chế bảo hộ Cao Miên Nguyễn Văn Thoại. Người Cao Miên trong dịp ấy tỏ thái độ thù ghét người Xiêm. Nhưng Gibson cho rằng họ chỉ giả vờ để làm vừa lòng người Việt Nam, và có vẻ như người Cam Miên bây giờ bị áp bức nặng nề hơn cả thời Xiêm cai trị.
Ngày 30 tháng 6, sứ đoàn trình bày các món quà của vua Ava gửi cho vua Việt Nam ra cho các quan Việt Nam xem. Tổng trấn Lê Văn Duyệt khá thích thú với các món đá quý và thông tin về nhiều mỏ vàng bạc ở Miến Điện. Ông cũng cho thấy sự hiểu biết của mình về tình hình thế giới như: đặt câu hỏi nếu ý định tấn công Xiêm của Miến Điện là nghiêm túc; ông cho rằng sẽ có một cuộc chiến giữ quân Anh và Xiêm do sự tranh chấp ở Queda. Tổng trấn cũng thể hiện mình là một người có óc hài hước và kể về cuộc chiến Miến - Xiêm năm xưa khi ông và vua Gialong tỵ nạn bên Xiêm năm 1787. Ngoài ra, quan Tổng trấn cũng hỏi sứ đoàn nếu biết về bức thư của chính quyền Anh tại Penang (The Governor of Prince of Wales's Island) gửi cho ông.
Ngày 1 tháng 7, sứ đoàn được phép đi tham quan thành phố Saigun trên lưng ngựa. Đường xá Saigun rộng và cao ráo, hai bên có cây cối và nhà cửa san sát. Có hai ngôi đền tưởng niệm, một cho quân đội, một cho quan chức, được ghi chép các công đức trên đó và được mọi người bày tỏ lòng biết ơn. Sứ đoàn sau đó ghé thăm một ngôi đền của người Hoa, thờ thần biển và sông, và được tiếp đãi. Đi cùng sứ đoàn có Onghim, quan Tòa án, và Ong-tam-pit, quan Tài chính. Sứ đoàn còn ghé thăm một ngôi chùa có một tượng Phật cao 6 feet và 3 tượng cao 4 feet.
Ngày 3 tháng 7, quan Tổng trấn cử hành lễ rước quốc thư vào dinh thự bằng một cái kiệu vàng, có 200 lính và nhiều voi hộ tống.
Ngày 4 tháng 7, quốc thư được dịch ra tiếng Latin, Pháp và chữ Hán rồi được đưa về kinh đô Huế. Ong-tan-Hiep, thư ký quan Tổng trấn, cho Gibson biết rằng quan Tổng trấn cũng chuyển luôn bức thư của chính quyền Anh về kinh mà không mở ra xem, cho dù đó là thư gửi cho ông ấy. Ông sợ rằng làm như thế sẽ tạo ra sự nghi ngờ ở triều đình là quan Tổng trấn ngấm ngầm cấu kết với người Anh.
Ngày 9 tháng 7, Gibson có cuộc hội đàm với viên thư ký Ong-tan-hip về các vấn đề bang giao Miến - Việt.
Ngày 10 tháng 7, viên quan bảo vệ là Ongbo cho sứ đoàn biết là vào ngày 12 này sẽ có cuộc hành hình 11 tên trộm bằng cách cho con voi yêu thích của quan Tổng trấn giày xéo. Phạm nhân sẽ bị trói vào một cái cọc và con voi sẽ chạy và dẫm đạp lên họ cho tới chết.
Ngày 31 tháng 7, sứ đoàn được mời dự lễ giỗ mẹ vợ quan Tổng trấn.
Ngày 4 tháng 8, triều đình ra chiếu chỉ triệu hồi quan Tổng trấn về kinh.
Ngày 6 tháng 10, có 3 chiếc thuyền từ kinh đô ghé Saigun, mang theo 500.000 quan tiền để sửa chửa thành Gia Định và trả lương cho quân lính.
Vài ngày trước có một chiếc tàu Xiêm bị bão khi đi tới Trung Quốc, nó ghé cảng Cape St. James xin được vào sửa chửa và miễn thuế cho các sinh hoạt thông thường. Việc miễn thuế bị bác bỏ nên viên thuyền trưởng đi tàu tới Singapore để sửa. Một chiếc tàu Anh quốc khác, trước đó ghé Huế, ghé Saigun và mang theo mấy nghìn khẩu súng hỏa mai. Nhà vua Minh Mạng đã không mua chúng vì họ cho là chúng kém chất lượng hơn súng của người Pháp. Thuyền trưởng tàu này mang theo lá thư của John Crawfurd, Thống đốc thường trú Singapore, gửi cho quan Tổng trấn. Tin tức duy nhất mà ông ta đưa đến là sự qua đời của thủ tướng Anh, ông Castlereagh. Sứ đoàn Miến không được gặp thuyền trưởng tàu Anh.
Ngày 23 tháng 11, mấy chiếc thuyền hộ tống quan Tổng trấn trở về từ Baria. Từ Baria ngài sẽ đi về kinh đô Huế theo đường bộ. Ong-Kiam-Loto, chỉ huy pháo binh, khi đi từ Baria về Saigun đã mắc bệnh tả và chết ở tuổi 65. Xác của ông ấy được đặt trong một cỗ quan tài kín và đánh vẹt ni. Gia quyến và đồng đội đến lạy trước quan tài theo phong tục.
Ngày 1 tháng 12, sứ đoàn nghe tin về nạn đói ở phía bắc Việt Nam và gây ra nhiều cái chết cho dân nghèo, đó là do nước biển dâng lên thất thường làm hư hại mùa màng. Còn một vài ngày trước, một người đàn ông bị chém đầu do tội đánh vợ đến chết.
Chính quyền Saigun lúc này đang sửa chửa và nâng cấp Yadentain (Gia Định Thành) bằng đá lấy từ Dongnai cũ với hàng nghìn quân lính làm việc ngày đêm.
Ngày 19 tháng 12, sứ đoàn gửi thư về Ava thông qua các tàu đi Singapore. Người anh em của vị chỉ huy pháo binh Ong-Kiam-Loto, trước đó đã về Athien trên vịnh Xiêm để lấy tro cốt vợ của anh mình, nay trở về và mang theo 2 cỗ quan tài, tất cả được mai táng chung với ông quan pháo binh.
Ngày 28 tháng 12, sinh nhật mẹ vua Minh Mạng và thành phố thấp sáng đèn 3 đêm liên tiếp. Triều đình cho triệu tập ông Diard, bác sĩ người Pháp, về kinh.
Ngày 3 tháng 1 năm 1824, có 4 chiếc tàu từ Trung Quốc cập bến và mang theo 1.300 người. Mỗi người sẽ trả phí là 6 đô la cho hành trình. Sau khi đến nơi, nọ định cư và tỏa ra khắp nơi ở xứ này.
Ngày 6 tháng 1, sứ đoàn nhận 172 quan tiền và gạo từ chính quyền. Họ cũng được cho biết về công dụng chữa bệnh của gỗ trầm hương (Akila, Agila, eagle-wood), thứ tốt nhất được tìm thấy ở tỉnh Quinhon, trong điều trị bệnh ói mửa, dịch tả. Quân lính cũng diễn tập chèo thuyền ở bờ sông.
Ngày 16 tháng 1, lại có thêm một tàu từ Trung Quốc mang 400 người đến. Những người trung Quốc nhập cư này đi khắp nơi, dọc theo mấy con sông. Hành lý của họ chỉ là một cái chiếu manh và mấy bộ đồ cũ. Hàng năm, có hàng nghìn người Hoa cũng đi định cư ở Xiêm và eo biển Malacca.
Ngày 30 tháng 1 năm 1834, hôm này là ngày cuối năm theo âm lịch (30 tháng Chạp năm Quý Mùi), hàng quán mở chỉ cửa buổi sáng, người dân bận bịu chuẩn bị cho 4 ngày tiếp theo bởi chợ búa sẽ đóng cửa. Trước cửa mỗi ngôi nhà, người ta dựng một cây gậy dài (cây nêu), trên đó có treo trầu và thuốc lá, để cúng thần linh.
Ngày 31 tháng 1 năm 1834, Tết Nguyên Đán, ngày đầu tiên của năm mới âm lịch (mùng 1 tháng Giêng năm Giáp Thân), người dân ngừng tất cả công việc, diện quần áo đẹp nhất và đi chúc tết mọi nhà. Mỗi gia đình sẽ bày một cái bàn nhỏ phía trước, có đồ ngọt và thắp đèn cầy, để cúng tổ tiên. Người dân, bất kể tuổi tác và giới tính, chơi cờ bạc ở mọi nơi; từ sáng tới tối, họ đốt đủ loại pháo hoa và pháo nổ. Ngày mùng 7 tháng Giêng, người ta sẽ đi thăm hỏi bạn bè và bà con. Tối mùng 7, cây nêu được hạ xuống, thức ăn trên bàn cúng được mang biếu người già sau khi mọi người trong nhà hành lễ. Người Việt Nam ăn mọi thứ thịt động vật, bất kể chó, mèo, chuột, cá sấu, ...
Ngày 13 tháng 2, sứ đoàn Miến Điện nghe tin rằng triều đình nhà Nguyễn đã sai một chiếc tàu để đưa họ về nước.
Ngày 14 tháng 2, Ong-Tan-Hiep, viên quan thư ký, mang lệnh từ triều đình đến sứ đoàn. Ông ấy đã đi đường bộ 12 ngày từ Huế.
Ngày 18 tháng 2, tức ngày 17 tháng Giêng năm Giáp Thân, lễ hội Tết Nguyên Đán kết thúc. Ba phát đại bác nghi lễ được bắn ra từ thành Gia Định, tiếp sau một loạt súng hỏa mai và phảo nổ từ khắp nơi. Toàn bộ lính trong thành diễu hành xung quanh tường thành với trống nhạc và cờ phướng. Khi đoàn lễ binh đến bờ sông, có ba chiếc thuyền đợi sẵn và làm lễ bắn súng và diễu hành cùng nhiều thuyển nhỏ được trang trí cờ, biểu ngữ, đèn, guơm giáo.
Lúc 7 giờ sáng, thánh chỉ của vua Minh Mạng được hộ tống từ nhà của Ong-Tan-Hiep tới dinh Tổng trấn trên một cái kiệu vàng. Sáu con voi phục vụ buổi lễ, nhiều vị quan lớn tham dự. Quan Tổng trấn Trần Văn Năng mặc bộ võ phục lộng lẫy, có thêu hình sư tử dự lễ. Sứ đoàn Miến Điện được biết sẽ có 3 vị quan và 1 thư ký, cùng 70 thuộc hạ sẽ đưa sứ đoàn về nước. Họ là: Ong-Kin, Ong-Kian, Bie Young, và thư ký là Ong-Tri-Bohe. Ong-Kin (Hoàng Trung Đồng) là hậu duệ người Hoa, cha của ông ấy là thủ lĩnh băng hải tặc người Hoa trước kia theo phò Gia Long phục quốc. Cha của Ong-Kin tới gặp Gia Long lúc ông ấy ở Pulo Condore (Côn Đảo) và xây dựng hạm đội từ các đội thuyền mang theo từ bờ biển Trung Quốc. Những người Hoa này và con cháu của họ sau chiến tranh được cho định cư ở bờ trái sông Sài Gòn (xóm Tàu Ô), số lượng của họ vào khoảng 3 đến 4 trăm người, được nhận tiền và lương thực từ triều đình, và sẵn sàng nghe lệnh khi có yêu cầu.
Ngày 19 tháng 2, sứ đoàn đến thăm quan Tổng trấn Trần Văn Năng và được thông báo con tàu chở họ về nhà đang được chuẩn bị.
Ngày 22 tháng 2, sứ đoàn biết được rằng các viên quan hộ tống họ đã được thăng cấp bậc để tỏ rõ oai nghiêm của triều đình khi mang thư và quà sang Miến Điện.
Ngày 25, một vụ cháy xảy ra ở chợ, kế bên nhà Ong-tan-Hiep. Tổng trấn Trần Văn Năng cũng có mặt để giúp dập lửa, chỉ có 2 căn nhà bị thiêu hủy.
Ngày 26, Coe-Doe-Lam, tức Nguyễn Văn Độ, từ kinh đô về và cho sứ đoàn biết rằng Tổng trấn Lê Văn Duyệt sẽ không về Nam Kỳ trước tháng 5.
Ngày 27, một vụ cháy lại xảy ra gần chỗ ở của sứ đoàn.
Ngày 28, ông Diard từ Huế về Sài Gòn và sẽ cùng tháp tùng sứ đoàn sang Ava.
Ngày 4 tháng 3, tàu chở sứ đoàn hạ thủy.
Ngày 6, sứ đoàn nhận được tiền và lương thực đủ cho ba tháng hải trình.
Ngày 7, buổi sáng sứ đoàn đi bộ ra cảng và dự buổi lễ long trọng để đưa quốc thư sang Ava. Quan Tổng trấn Trần Văn Năng chủ trì, có các quan văn và quan võ đứng thành hai hàng tham dự. Có một vị quan già giữ chức tổng binh Nam Kỳ, Ong-ho-baing giữ chức ngân khố, Ong-kim giữ chức chánh án. Ong-tan-Hiep giữ chức thư ký và chỉ đứng ở hàng thứ 4. Quà của vua Minh Mạng được ban cho sứ đoàn.
Ngày 10 tháng 3, sứ đoàn trao tặng quà của vua Miến Điện cho các vị quan Việt Nam và họ tỏ lòng cảm ơn.
Ngày 12, sứ đoàn đến dinh thự Tổng trấn để tạ ơn các món quà của vua Minh Mạng, và sau đó được quan Tổng trấn Trần Văn Năng tiếp đón và mời xem kịch.
Ngày 12 đến ngày 13, sứ đoàn chất hàng lên tàu. Tối ngày 13 và sáng ngày 14 có 2 vụ cháy lại xảy ra.
Tối ngày 14, tàu nhổ neo khởi hành, hai ngày 15 và 16 thủy thủ đoàn bận rộn chuẩn bị củi. Ngày 17 tàu đến Cần Giờ, ngày 18 và 19 tàu lấy nước ngọt, ngày 20 đoàn lại xuống tàu, ngày 21 tàu neo ở Kauro cho đến ngày 24. Thủy thủ đoàn Việt Nam cho biết theo thiên văn của họ thì thời tiết này không tốt và tàu lại neo ở Vũng Tàu. Sau đó họ cho người về Sài Gòn báo cáo tình hình. Ngày 26, một thuyền từ Sài Gòn tới để kiểm tra tình hình. Khi tàu đậu ở Vũng Tàu, có 3 thuyền buôn đi Singapore đi ngang qua. Ngày 30, tàu ra khơi, ngày 31 tới Côn Đảo.
Ngày 9 tháng 4 năm 1824, tàu đến Singapore sau 10 ngày đi từ Vũng Tàu và 26 ngày từ Sài Gòn. Tại Singapore, sứ đoàn hay tin chiến tranh đã bùng nổ giữ nước Anh và Miến Điện.

#### Lê Văn Duyệt
Ngày 12 tháng 6 năm 1823, Ong-tan-Hiep đến chỗ sứ đoàn để hỏi tình hình dịch thuật quốc thư và trao thư mời dự tiệc ở dinh thự Tổng trấn. Sứ đoàn được gặp Lê Văn Duyệt, lúc ấy khoảng 50-60 tuổi, vóc người nhỏ nhưng linh hoạt, dáng dấp của người cựu binh. Quan Tổng trấn vốn người gốc Mitho, theo phò tá cố vương Gialong. Ông từng lưu vong ở Xiêm với Gialong. Sau nhiều công trạng, ông leo lên các cấp bậc cao hơn. Ông được kính nể bởi người dân Việt Nam và kinh sợ bởi người Kambojans và Siam.
Ngày 10 tháng 8, sứ đoàn thấy rằng cứ mỗi tuần lại có 3 hoặc 4 phạm nhân bị hành quyết. Quan Tổng trấn rất nghiêm khắc trong việc thực thi công lý, không cho phép ai thoát tội. Ngài cho rằng những kẻ tội nhân đó không có ích gì cho xã hội mà chỉ là gánh nặng. Vị quan đưa sứ đoàn từ Cần Giờ lên Sài Gòn, vừa bị kết tội nhận hối lộ và tham nhũng. Ông ta bị tịch thu tài sản và hai vợ chồng bị đóng gông cổ. Ông quan này ăn chặn tiền lương của công nhân đào kênh Hà Tiên, và tống tiền nông dân làng bên cạnh. Tổng số tiền đó chưa tới 1.000 quan tiền. Khi đi qua chợ vào buổi chiều để xem voi biểu diễn, sứ đoàn thấy chỗ hành hình 3 phạm nhân hồi sáng, vẫn còn mấy cái gông nằm đó.
Buổi diễn tập voi được tổ chức ở phía nam của thành Phiên An. Quan Tổng trấn cưỡi con voi yêu thích và cuộc diễn tập được thực hiện với 60 con voi tấn công hàng rào dựng bằng cây có quân lính dàn hàng cầm súng bắn. Còn một loại diễn tập khác là cho voi tấn công hình nộm sử tử và cọp có phun lửa. Con voi nào không làm tốt sẽ bị phạt 20 gậy lên đầu. Con voi yêu thích của quan Tổng trấn cũng được tham gia diễn tập, nó biết cúi đầu chào sứ đoàn, nó 37 tuổi và đã theo quan Tổng trấn được 25 năm.
Thông qua người thông ngôn tiếng Bồ Đào Nha là Antonio, sứ đoàn có buổi hội đàm với quan Tổng trấn. Ông cho biết việc ông về kinh là vì sứ mệnh bang giao này, ông muốn nó được thực hiện và nhà vua Minh Mạng hiếm khi nào hành động trái với lời khuyên của ông. Ông cũng đặt câu hỏi về khả năng chiến tranh giữa nước Anh và Xiêm vì tranh chấp ở Queda, vốn là chư hầu của Xiêm. Gibson cho rằng nước Anh quá mạnh và Xiêm không thể chống lại. Quan Tổng trấn cho là người Anh đã dòm ngó Junk-Ceylon, Pulo, Lady, Quedah, và Perak; nhằm để Penang làm trung tâm thương mại và cả bán đảo Mã Lai cần hỗ trợ Penang vì nó bị mất vị thế so với Malacca.
Quan Tổng trấn dường như có đầy đủ thông tin về kết quả cuộc chiến của hoàng đế Napoleon Bonaparte, nhất là trận Waterloo và cái chết của ông ấy ở St. Helena. Quan Tổng trấn thương xót cho Napoleon và nói cho các viên quan Việt Nam rằng, sai lầm duy nhất của Napoleon là ông ấy có tham vọng quá to lớn. Và sau khi làm cho thế giới hỗn loạn bằng những cuộc chiến, Napoleon chẳng mang lại điều gì tốt đẹp cho nước Pháp. Quan Tổng trấn ca ngợi người Anh, nhưng lại cho rằng họ cũng quá đỗi tham vọng.
Từ ngày 10 đến ngày 28 tháng 8, sứ đoàn không thấy có gì đặc biệt trừ việc thường xuyên có sự hành hình tội phạm trộm cướp và gian dâm. Ngày 28, một người cô hoặc dì của vua Cao Miên ghé Saigun. Bà này vốn có chồng là một vương tử Xiêm, sau khi ông ấy chết, bà không có con cái và trở về nước. Bà ấy muốn trao đổi với người thông dịch tiếng Xiêm của sứ đoàn và anh này đến chỗ bà ấy. Vụ việc bị báo lên cho Tổng trấn và bị xử phạt: Ong-Bo, viên quan bảo vệ, bị gông cổ; Antonio, người phiên dịch tiếng Bồ, bị đánh 100 gậy.
Ngày 1 tháng 9, đúng ngày dự kiến khởi hành của quan Tổng trấn về kinh. Nhưng vị Phó Tổng trấn Trương Tấn Bửu, cỡ khoảng 90 tuổi, người duy nhất được triều đình tin tưởng giao lại quyền Tổng trấn, bị bệnh nặng. Cho nên hành trình của quan Tổng trấn bị đình lại.
Trong thời gian này, sứ đoàn gặp phải hai vụ việc tàn khốc cho thấy sự nghiêm khắc và chuyên quyền cực lớn của quan Tổng trấn. Một viên quan thuộc đoàn tùy tùng về kinh với quan Tổng trấn đến xin ông cho mình được đi sau vài ngày do vợ bệnh, quan Tổng trấn tức giận với lời cầu xin, lập tức sai lính kéo viên quan ra cổng chém đầu ngay tức khắc. Cùng lúc ấy, một viên quan khác, người gốc Tonquin, làm giám sát việc đào kênh Athien, đến chào hỏi quan Tổng trấn. Quan Tổng trấn trước đó đã nghe một số điều không tốt về hành vi của viên quan này, trong khi viên quan chưa kịp lạy xong 4 lạy theo lễ, quan Tổng trấn ra lệnh kéo viên quan ra chợ hành hình.
Một viên quan người Pháp cho sứ đoàn biết rằng tất cả bọn họ đang chuẩn bị rời khỏi Việt Nam ngay lập tức bởi vì vị vua Minh mạng đã quyết định thù nghịch với người châu Âu.
Ngày 21 tháng 9, quan Tổng trấn thăm Saigun để viếng mộ cha mẹ. Từ vụ việc liên hệ với bà cô của vua Cao Miên, sứ đoàn bị giám sát nghiêm ngặt.
Ngày 1 tháng 10, có tin về vị Tổng trấn mới, Trần Văn Năng, đang trên đường từ kinh đô Huế đến Saigun.
Ngày 31 tháng 10, vị Tổng trấn mới đã đến Saigun sau hành trình 9 ngày cùng với đoàn 600 người tùy tùng. Người Xiêm lúc ấy cũng biết được tin tức về ngoại giao Miến - Việt, họ cho tăng cường phòng thủ thành Bangkok và sông Menam.
Sứ đoàn được triệu tập đến dinh thự Tổng trấn, trên đường họ gặp 2 người bị đóng bằng cái gông cổ lớn, họ là lính và bị tội do bất tuân và phỉ báng cấp trên. Ngài Tổng trấn cho sứ đoàn biết ông ấy bị gọi về Huế là để bàn về sứ mệnh của sứ đoàn Miến Điện, và ông ấy sẽ vắng mặt 3 tháng. Trần Văn Năng, người thay thế ông ấy, vị quan cỡ 70 tuổi, một người già dặn và thuộc hạ yêu thích của cố vương Gialong, ngồi kế bên quan Tổng trấn. Sứ đoàn được nhờ giúp đỡ bởi Trần Văn Năng. Quan Tổng trấn Lê Văn Duyệt cho rằng sứ mệnh ngoại giao Miến - Việt cần được thực thi càng sớm càng tốt, nhưng do nó có nhiều hệ quả nên phải cân nhắc, nhất là khi hai nước xa lạ với nhau và chưa từng có quan hệ.
Sau buổi hội đàm, sứ đoàn được mời xem hát kịch cùng với các viên quan Việt Nam và Cao Miên. Ngài Tổng trấn trong dịp này tỏ ra ân cần và hạ mình ngồi kế bên sứ đoàn và khen ngợi họ.  Sau đó, ngài Tổng trấn tặng quà cho 8 người ăn mặc nghèo khổ và có dáng vẻ rất khác mọi người ở đây. Ông cho sứ đoàn biết rằng những người đó mới chính là dân bản địa ở xứ Nam Kỳ này, trước khi bị chinh phục bởi người Việt Nam, và họ có dân số nhiều hơn người Việt.
Ngày 18 tháng 11, quan Tổng trấn Lê Văn Duyệt làm lễ trao quyền Tổng trấn cho Trần Văn Năng và ra lệnh cho toàn cõi Nam Kỳ chấp hành. Quan văn đứng bên phải, quan võ đứng hàng bên trái. Ong-Bo, viên quan bảo vệ sứ đoàn, đóng vai trò như người điều hành chính của buổi lễ.
Ngày 19 tháng 11 năm 1823, ngài Tổng trấn Tai-Kun khởi hành về kinh. Sứ đoàn đứng đợi ở bến tàu, lúc 5 giờ chiều, ngài cùng đoàn tùy tùng hùng hậu đến, ngài ngồi trên một cái kiệu vàng, có hai cái lộng che. Một số tàu và người đã đi tiền trạm vào ngày hôm trước, hôm nay có khoảng 50 thuyền và 1.000 người theo ngài về kinh. Ngài nhắn cho sứ đoàn rằng đừng áy ngại, ngài sẽ về sau 3 tháng và sẽ làm cho mọi thứ thỏa đáng. Trông ngài Tổng trấn có vẻ u sầu khi ngồi trên thuyền.
Ngày 26 tháng 2 năm 1824, Coe-Doe-Lam, tức Nguyễn Văn Độ, từ kinh đô về và cho sứ đoàn biết rằng Tổng trấn Lê Văn Duyệt sẽ không về Nam Kỳ trước tháng 5, và ông ấy phải đợi làm xong lễ cưới của người cháu là Cadoa với một người chị em gái của vua Minh Mạng, tức là con gái của cố vương Gia Long. Ông cũng cho biết thêm là ngài Lê Văn Duyệt khi đến kinh đã đề nghị cho mở kho lương thực: giá gạo đã giảm xuống còn nửa quan tiền một đấu. Sự thiếu đói thường gây ra bạo loạn ở Tonquin, và các thủ lĩnh khởi nghĩa sẽ không đầu hàng cho tới khi họ được nói chuyện với quan Tổng trấn.

Sử nhà Nguyễn chép về lễ cưới như sau: 
chính biên
đệ nhị kỷ - quyển xxv
thực lục về thánh tổ nhân hoàng đế.
Giáp Thân, năm Minh Mệnh thứ 5 (1824) (Thanh Đạo Quang năm thứ 4), mùa xuân, tháng giêng, ngày mồng 1.
...

Cho con trai Chưởng Hậu quân Lê Chất là Vệ uý Lê Hậu lấy trưởng công chúa thứ tám tên là Ngọc Cửu, con trai Chưởng Tượng quân Nguyễn Đức Xuyên là Vệ uý Nguyễn Đức Hựu lấy trưởng công chúa thứ chín là Ngọc Nguyệt, con trai Chưởng Tả quân Lê Văn Duyệt là Kiêu kỵ Đô uý Lê Văn Yến (con Lê Văn Phong thừa tự Lê Văn Duyệt) lấy trưởng công chúa thứ mười là Ngọc Ngôn, con trai Thị trung Đô thống chế Nguyễn Văn Khiêm là Kiêu kỵ Đô uý Nguyễn Thường Tuân lấy trưởng công chúa thứ mười một là Ngọc Tôn. Vua dụ rằng : "Bọn ngươi cha con một nhà mang nhiều ơn huệ vẻ vang, nên dốc lòng trung trinh, giữ trọn tiếng tốt". 
Ngày 28 tháng 2, ông bác sĩ người Pháp là Diard từ kinh đô về và cho sứ đoàn biết rằng món quà của triều đình nhà Nguyễn gửi cho vua Ava đang được vận chuyển bằng đường bộ đến Sài Gòn. Ông Diard cũng được lệnh hộ tống sứ đoàn sang Miến Điện và cho đại sứ Gibson thấy chiếu chỉ của nhà vua, có con dấu của Bộ trưởng Người ngoại quốc (Mandarin of Strangers). Diard cũng cho sứ đoàn biết rằng ông ấy bị gọi về triều gấp là do vụ việc thiết lập ngoại giao này. Vị Bộ trưởng Người ngoại quốc kia đã phát biểu trước triều đình rằng ông ta phản đối việc kết giao với Miến Điện, bởi nó sẽ làm người Xiêm cảnh giác và thù nghịch với Việt Nam. Nhà vua Minh Mạng sau khi hỏi ý kiến triều thần đã đi đến kết luận là: người Miến bị công khai thừa nhận là kẻ thù của người Xiêm. Quan Tổng trấn Lê Văn Duyệt và hai vị quan người Pháp Vanier và Cheneaux thì lại ủng hộ liên minh với Miến Điện. Họ cho rằng Miến là cựu thù của Xiêm, và Việt Nam có thể hưởng lợi ở tỉnh Bantaibang của Cao Miên, chưa kể Việt Nam còn có thể giao thương với Miến Điện. Cuộc thảo luận diễn ra theo hướng bất lợi cho liên minh với Miến, và Diard không hiểu được nguyên do của sự cương quyết từ chối thiết lập ngoại giao của nhà vua. Diard cho rằng kết quả cuộc thảo luận là hệ quả của sự tự cao ngông cuồng của triều đình nhà Nguyễn, những kẻ kiên quyết cho rằng chỉ có họ và người Trung Quốc là người văn minh, còn tất cả mọi người còn lại trên thế giới là man di mọi rợ. Như đối với người Xiêm, vua Minh Mạng cho rằng ông ta có thể chinh phục nước họ tức thì nếu muốn. Trong triều đình nhà Nguyễn, không một ai có đủ thông minh trừ ngài Tổng trấn Lê Văn Duyệt, người thường hay cười trước sự ngu xuẩn của các vị quan khác. Thậm chí Lê Văn Duyệt còn gợi ý nhẹ nhàng nhà vua Minh Mạng về ý định hoang đường của nhà vua, bởi thực tế thì Minh Mạng cũng chỉ là một chư hầu của hoàng đế Trung Hoa mà thôi.

#### Ong-tan-Hiep
Trong nhật ký của Gibson, một viên quan được nhắc đến qua tên gọi Ong-tan-hip hoặc Ong-tan-Hiep, có chức vụ là Thư ký của quan Tổng trấn và được Lê Văn Duyệt yêu thích.
Người này có thể là Lê Văn Khôi hoặc Trần Nhật Vĩnh. Theo Đại Nam thực lục, năm 1820, Tham hiệp Thanh Hoa là Trần Nhật Vĩnh được cho làm Thiêm sự Hình bộ, theo thành Gia Định chuyên làm việc từ chương dưới quyền Tổng trấn Lê Văn Duyệt. Mãi đến năm 1825, Cai đội Lê Văn Khôi mới được phong Phó vệ úy. Ong-tan-Hiep có lẽ là Ông Tham Hiệp, tức Trần Nhật Vĩnh.
Ong-tan-Hiep được quan Tổng trấn nuôi nấng từ thuở còn thơ ấu. Ong-tan-Hiep là kẻ có tham vọng, năng lực và nóng nảy. Ong-tan-Hiep bị tất cả quan viên thù ghét, mặc cho Ong-tan-Hiep là kẻ giàu có và quyền lực. Các vị quan có cấp bậc cao hơn Ong-tan-Hiep, khi đến nhà Ong-tan-Hiep vẫn phải đứng chờ ngoài cửa. Không ngày nào mà không có người mang quà cáp sang nhà biếu Ong-tan-Hiep. Sau đó Ong-tan-Hiep lấy số quà đó đem qua cửa hàng của mình ở kế bên, cũng gần chợ, để bán lại.

Gibson thuật lại một mẩu chuyện về Ong-tan-Hiep.
Ngày 23 tháng 11 năm 1823, ... xảy ra vụ bắt giữ Ong-Quan-Tabaonhy và vợ, đó là kết quả từ âm mưu của Ong-Tan-Hiep, viên Thư ký yêu thích của quan Tổng trấn... Nguyên nhân thù ghét giữ Ong-tan-Hiep và Ong-Quan-Tabaonhy là do:

Ban đầu, Ong-Quan-Tabaonhy bỏ ra một số tiền lớn để có thể cưới một bà góa phụ xinh đẹp, khi ông ta cạn tiền và sắp thành công thì ông Thư ký nhảy vào. Ông Thư ký trẻ hơn, đẹp trai hơn Ong-Quan-Tabaonhy, lại được quan Tổng trấn yêu thích nên bà góa phụ đổi ý và không chịu lấy Ong-Quan-Tabaonhy nữa. Hai ông quan từ đó không bao giờ là bạn nữa và tìm cách hại nhau khi có thể. Ông Thư ký sau đó phát hiện ra Ong-Quan-Tabaonhy ăn chặn tiền lương của công nhân đào kênh Hà Tiên. (Kết quả là vợ chồng ông này bị bắt.) Một ngày nọ, người vợ lẽ của Ong-Quan-Tabaonhy tên Che-day gặp và nói chuyện với ông Thư ký ngoài đường lộ. Bà này xin được đến nhà ông Thư ký bàn chuyện và ông này đồng ý. Một buổi tối lúc 8 giờ, bà này đến nhà ông Thư ký và xin nói chuyện riêng hai người trong phòng để bà này cầu xin chuyện thả chồng bà ta ra. Một lúc sau, cả nhà nghe tiếng "hiếp dâm" và "giết người". Khi mọi người đến nơi, bà này cáo buộc bị ông Thư ký cưỡng hiếp khi đang cố xin thả chồng ra. Sau đó bà ấy chạy ra ngoài đường và la hét tiếp, bà ấy cũng cho mọi người thấy lọn tóc mình cắt được từ ông Thư ký. Buổi sáng hôm sau, bà này đến chỗ quan Tổng trấn kêu oan và trưng lọn tóc ra làm chứng. Biết rằng tội gian dâm sẽ bị xử chết, quan Tổng trấn xem xét và thấy rằng vụ việc này là là âm mưu của bà vợ lẽ và chồng nhằm mưu hại ông Thư ký nên hạ lệnh phạt bà ấy 100 roi. Bà vợ lẽ này chắc chưa tới 20 tuổi.

#### Địa lý và lịch sử Việt Nam
Theo hiểu biết của Gibson về địa lý Việt Nam, về phía Bắc của sông lớn Kamboja (sông Cửu Long), trong tiếng Miến Điện là Meh-koan-mit, là các vùng đất chịu quản lý của vua Ava, nhất là Kiang-ung-gi và Kiang-si. Từ những nơi đó, việc giao thương có thể dễ dàng thiết lập giữa miền Nam Việt Nam với Miến Điện.
Từ Kiang-ung-gi đến Tonquin (miền Bắc Việt Nam), tiếng Miến Điện là Kio-pagan, sẽ dễ dàng liên lạc nếu có đường cắt qua. Nước Lao-lan-tao trong tiếng Việt, Len-jen trong tiếng Miến, là trở ngại duy nhất. Người Lào sống ở bờ đông sông Mêkong và là đồng minh của Xiêm.
Từ thủ đô Ava đi thẳng sang hướng Đông đến sông Mêkong không tới 100 dặm. Mất 20 ngày để đến Kiang-ung-gi; và từ đó băng qua Lao-lan-tao và Sandapuri, đến Bak-tin (Bắc Thành), hay Kachao (Kẻ Chợ), thủ phủ của Tonquin, mất hết 70 dặm; và chỉ 1 phần 3 đoạn đường nằm dưới sự quản lý của người Lào. Dãi núi ngăn cách Lào và các vùng đất của Việt Nam là nơi khởi nguồn con sông lớn của Tonquin.
Người Cochin China đích thực là hậu duệ từ người Tonquin khi chinh phục phương Nam. Lãnh thổ Cochin China hiện tại hiếm khi cách bờ biển quá 10-15 dặm, và bị bao bọc ở phía Tây bởi Lào hoặc Kamboja. Chủng tộc bản địa, những người định cư từ tỉnh Quinhone (Quy Nhơn) tới Cape St. James, là người Loi (Lợi). Họ sống trong rừng núi và thần phục nhà vua Cochin China. Tộc trưởng của họ sống ở Phan-ri (Phan Rí), cách bờ biển 10 dặm. Họ theo tôn giáo Hindu và di tích của tôn giáo này có khắp nơi như đền đài, bích hoạ và văn bia. Quốc gia của họ được người Trung Quốc gọi là Champa.
Tỉnh Dong-nai có tộc người gốc là Moi (Mọi), sống trong vùng núi, nghe nói có số lượng nhiều hơn người Việt. Họ theo đạo Phật.
Phía Tây Cape St. James, gần vĩ độ 14 Bắc, là nước Kamboja đích thực. Phía Bắc của nó giáp Lào.
Từ Athien tới Tung-yai trên bờ biển, người dân được gọi là người Kom (Khmer Krom). Gibson nghĩ đó là nhầm lẫn, và Kom là tên khác của người Kamboja.
Nước Kamboja theo cách gọi của người bản xứ là Namvuam, và trong ngôn ngữ Sanscrit, hoặc Bali, gọi là Maha Notkorlorot Kamer, còn người Việt gọi họ là Komen (Cao Miên).
Vào thế kỷ thứ 10, Kamboja là quốc gia hùng mạnh. Dong-nai, Phan-ran, và cả Xiêm là chư hầu của họ; nhưng ngay sau đó, nước này tàn lụi, và Xiêm phá vỡ ách cai trị của Kamboja để giành độc lập.
Người Tonquin và Cochin China là cùng một giống dân, cùng một ngôn ngữ. Thời cổ đại, vua Tonquin (Đàng Ngoài) bổ nhiệm một vị Tổng trấn đến các tỉnh phía bắc Đàng Trong, kéo dài đến Quinhone và đặt bản doanh ở Huế. Người này (Nguyễn Hoàng?), là ông tổ của các vị vua Nguyễn hiện tại, nổi dậy, lặt đổ ngai vàng và chém đầu vua Tonquin, chiếm lấy nước ông ta.
Kẻ nổi dậy chiến thắng ấy được Trung Quốc công nhận là chư hầu và cho triều cống. Theo thời gian, ông ta và hậu duệ chinh phục từ tay người Kamboja các tỉnh Quin-hone, Nhatrang, Phan-ran, và Phu-yen, theo cách hiểu của người Trung Quốc là nước Champa. Những tỉnh ấy có cư dân là người Loi, theo đạo Hindu, bây giờ sống trong rừng núi do bị chèn ép bởi người Cochin China.
Gần đây, người Cochin China chinh phục tỉnh Dong-nai, và thiết lập các thuộc địa với người dân của họ ở Que-duoc (Châu Đốc), Sa-dek (Sa Đéc), Mitho, Camao (Cà Mau), Saigun, Dountain, và nhiều chỗ khác.
Vùng đất từ Sa-dek tới Athien vừa mới đây đã bị đổi thành một tỉnh của Cochin China với tên Ya-din-tain (Gia Định Thành).
Vua hiện tại của Kamboja tên là Luang-hang-tek (Ang Chan II), sống ở thành phố Kalompé, nơi có không quá 5.000 dân. Kinh đô cũ Pong-luang cách đó 15 dặm.
Người bản xứ của Dong-nao là Moi, và của Champa là Loi, bị đẩy vào sống ở vùng núi rừng do sự đàn áp của người Cochin China.
Khi Ang Eng, cha của vị vua Kamboja hiện nay, chết thì Ang Chan II mới có 6 tuổi. Khi ông ta lớn lên, ông ta bất hoà với hai người em và khiến họ chạy sang Xiêm cầu viện: Ang Chan lo sợ bị lặt đổ nên chạy sang Ya-din-tain nhờ che chở.Tai-kun (Tả Quân), Tổng trấn hiện tại, mang 30.000 quân sang Kamboja giúp Ang Chan.
Khi quân Tai-kun gặp quân Xiêm khi tranh giành Calompé, họ nghị hoà và thống nhất để Kamboja tiếp tục thần phục Cochin China; và tỉnh giàu có Bantaibang thuộc về Xiêm, đường biên giới thống trị sẽ là cái hồ lớn (Biển Hồ). Người Kamboja bị áp bức mạnh mẽ bởi người Cochin China. Vua Kamboja không thể làm bất cứ điều gì mà không xin phép quan Tổng trấn ở Saigun.

##### SAIGUN
Thành trì Yadin-tain (Gia Định Thành) được xây bởi ông Olivia. Nó có hình 4 cạnh, mỗi cạnh dài nửa dặm. Nó có 8 cổng, với 2 cổng ở mỗi cạnh, được xây dựng với thành lũy bằng đất. Nó có một con hào và chướng ngại, và 2 con kênh ăn thông ra sông giúp giao thông và liên lạc. Gibson ước đoán dân số Yadin-tain, gồm cả Saigun và Bawghue (Bến Nghé?), là 60.000 dân với 1 phần 5 là người Hoa.
Nơi đây là nơi trú ngụ của thương nhân Trung Hoa, hàng hóa Trung Quốc luôn có để bán, và hàng hóa tập trung để xuất khẩu sang Trung Quốc. Nơi đây có nhiều kênh rạch nối liền với con sông chính, thuyền ghe lên xuống tấp nập, dỡ hàng hóa tới tận cửa nhà thương nhân. Nó cũng có một con đường thủy đi tới sông lớn Kamboja.

##### DONG-NAI
Dong-nai (Biên Hòa?) là cố đô của xứ này khi người Kamboja còn sở hữu nó. Chỗ đó là một nơi rộng rãi và có thương mại tốt, nhưng hiện nay nó là một nơi mục nát. Người Cochin China khi chinh phục xứ này đã dời thủ phủ về Saigun, nơi thuận lợi giao thương hơn, và gọi thành phố mới và tỉnh này là Ya-din-tain.

##### CANAL OF HATIAN
Năm 1820, một con kênh được đào từ Que-douc (Châu Đốc), bên bờ tây sông lớn (Cửu Long), tới Athien (Hà Tiên), bên bờ vịnh Xiêm. 20.000 người Cochin China và 10.000 người Kamboja được thuê làm việc: kênh này sâu độ 3 sải. Công nhân được trả 6 quan tiền một tháng, và triều đình nhà Nguyễn tốn 400.000 quan cho tiền lương. Thế nhưng không có sự cung cấp nước uống cho công nhân nên 10.000 người đã chết vì đói khát, lao lực và bệnh dịch. Mục tiêu của việc đào con kênh này là tạo sự gia thông dễ dàng từ xứ Kamboja (tức Ya-din-tain) tới Xiêm, thuyền chiến có thể chở lính đi thẳng thay vì phải đi vòng qua Cape of Kamboja (Mũi Cà Mau).

##### Voi
Trước kia, mọi tù trưởng người Kamboja nuôi và bán voi cho người Cochin China và Xiêm. Một con voi tốt giá 50-100 quan. Voi rất dồi dào ở vùng thượng du, ở Pontai và Lào, nhưng nay chính quyền Cochin China chỉ cho bán 1 con voi giá 10 quan tiền, khiến người ta ngừng nuôi voi.

##### MALAYS
Có một số người Malay định cư ở phía Đông vịnh Xiêm, họ có nguồn gốc từ Tringano và Patani.

##### CHRISTIANS
Gibson được cha sứ Francis, một nhà truyền đạo Neapolitan ở Saigun, cho biết là ở một nơi gọi là Cheguam, nằm giữ thành Ya-din-tain và đô thị Saigun, chỗ mà cha sứ ở, có 120 người Công giáo. Ở tỉnh Ya-din-tain có khoảng 25.000 người Công giáo, và 100 nhà thờ. Các mục sư gồm 3 người châu Âu và 10 người bản xứ. Lúc cố vương Gia Long và Giám mục Adran (Bá Đa Lộc) còn sống, đạo Công giáo rất được tôn trọng. Hiện nay, đạo Công giáo vẫn được công khai tôn thờ ở phần miền nam của đất nước, nơi người theo đạo được bảo vệ và khích lệ bởi Tổng trấn Tai-kun. Người theo đạo Công giáo, tuy thế, rất nghèo và khốn khổ nên ít có thời gian làm lễ. Ở một nơi gọi là Lang (Lăng Cha Cả), là nơi chôn Giám mục Adran. 50 gia đình được Gia Long sai giữ lăng và miễn các loại thuế, dịch.

##### BUDDHIST RELIGION
Ở giữ Yadin-tain và Saigun có một ngôi chùa Phật, có bức tượng Phật cao 7 feet, và 3 tượng cao 4 feet, với tư thế ngồi. Gibson có thảo luận với những tu sĩ Phật giáo ở chùa đó nhưng bọn họ có vẻ rất dốt nát (sic); họ không biết chút gì về sự truyền bá tôn giáo của họ ở Cochin China, chỉ biết nó đến từ phương Tây. Phía sau chùa là một công trình khác, có tên của các vị tu sĩ quá cố, được giữ rất trang trọng.